# Lokusheterogenitet
Lokusheterogenitet är när mutationer i olika gener, oberoende av varandra orsakar samma fenotyp (egenskap/sjukdom). Ett exempel på ett sådant fall är att ögonsjukdomen retinitis pigmentosa kan orsakas av autosomala dominanta (alla med genen får sjukdomen), autosomala recessiva (de med två anlag får sjukdomen, de med ett anlag bär på sjukdomen utan att bli sjuk) eller x-kopplade mutationer.